# مارثا جيفرسون
مارثا جيفرسون (بالإنجليزية: Martha Jefferson)‏ (و. 1748 – 1782 م) هي سياسية من الولايات المتحدة الأمريكية ولدت في مقاطعة تشارلز سيتي.